# Polsko na Letních olympijských hrách 1996
Polsko na Letních olympijských hrách 1996 v Atlantě reprezentovalo 165 sportovců, z toho 126 mužů a 39 žen. Nejmladším účastníkem byl kanoista Andrzej Wójs (16 let, 237 dní), nejstarší pak jezdec na koních Piotr Piasecki (43 let, 323 dní) . Reprezentanti vybojovali 17 medailí, z toho 7 zlaté, 5 stříbrných a 5 bronzových.

## Medailisté
| Medaile | Jméno                                                                 | Sport             | Disciplína                                |
| ------- | --------------------------------------------------------------------- | ----------------- | ----------------------------------------- |
| Zlato   | Renata Mauerová                                                       | sportovní střelba | ženy vzduchová puška 10 m                 |
| Zlato   | Paweł Nastula                                                         | judo              | muži polotěžká váha do 100 kg             |
| Zlato   | Włodzimierz Zawadzki                                                  | zápas             | muži řecko-římský do 62 kg                |
| Zlato   | Ryszard Wolny                                                         | zápas             | muži řecko-římský do 68 kg                |
| Zlato   | Andrzej Wroński                                                       | zápas             | muži řecko-římský do 100 kg               |
| Zlato   | Robert Korzeniowski                                                   | atletika          | muži chůze na 50 km                       |
| Zlato   | Mateusz Kusznierewicz                                                 | jachting          | muži Třída Finn                           |
| Stříbro | Aneta Szczepańská                                                     | judo              | ženy střední váha do 66 kg                |
| Stříbro | Artur Partyka                                                         | atletika          | muži skok do výšky                        |
| Stříbro | Mirosław Rzepkowski                                                   | střelba           | muži skeet                                |
| Stříbro | Jacek Fafiński                                                        | zápas             | muži řecko-římský do 90 kg                |
| Stříbro | Piotr Kiełpikowski Adam Krzesiński Jarosław Rodzewicz Ryszard Sobczak | šerm              | fleret - družstvo                         |
| Bronz   | Piotr Markiewicz                                                      | kanoistika        | muži K1 500 metrů                         |
| Bronz   | Iwona Dzięcioł Katarzyna Klata Joanna Nowicka                         | lukostřelba       | víceboj - družstvo                        |
| Bronz   | Andrzej Cofalik                                                       | vzpírání          | muži váha do 83 kg                        |
| Bronz   | Renata Mauerová                                                       | sportovní střelba | ženy standardní pistole 50 m (tři pozice) |
| Bronz   | Józef Tracz                                                           | zápas             | muži řecko-římský do 74 kg                |